# آلپانسکه
الپانسیک (به اسپانیایی: Alpanseque) یک شهرستان در اسپانیا است که در سریا واقع شده‌است.